# Хинтон, Шанти
Шанти Хинтон (англ. Shauntay Hinton, род. 26 февраля 1979 года) — американская актриса

, супермодель и фотомодель; победительница конкурса красоты «Мисс США 2002».

## Биография
Шанти Хинтон родилась в городке Старквилл, Миссисипи, США. Окончила среднюю школу Старквилля, а позже училась в университете Говарда.

### Конкурсы красоты
В ноябре 2001 года Хинтон выиграла титул Мисс округа Колумбия 2002. Этот конкурс стал для неё первым в жизни и попала она туда, так как училась в университете Ховарда. 28 февраля 2002 года она представляла округ Колумбия на конкурсе красоты Мисс США 2002, проходившем в Гэри, Индиана. Победив в этом конкурсе, она стала третьей темнокожей Мисс США. В этом году в финал конкурса попало 4 афро-американских девушек из 5 финалисток. А мае того же года она приняла участие в конкурсе Мисс Вселенная, проходившем в Пуэрто-Рико. На 2011 год она одна из пяти Мисс США, не попавших в полуфинал Мисс Вселенная.

## Актёрская карьера
Хинтон сыграла роль Бриттани Мёрфи в видео игре Command & Conquer 3: Tiberium Wars, вышедшей в 2007 году. В 2009 году она сыграла Джессику Уорнер в двух эпизодах сериала «АйКарли». В том же году она приняла участие в шоу The Price Is Right. Она также снялась в эпизодических ролях в сериалах «Герои» и «Мыслить как преступник».